# 陈篆站
陈篆站位于中华人民共和国浙江省丽水市青田县祯埠乡陈篆村的一个铁路车站，为金丽温高铁的新建车站之一，布置2台夹4线，其中正线2条、会让线2条，基本站台和侧式站台各1座；於2015年11月底完工，同年12月26日投入运营。
本站主要用于丽水站和青田站区间的高铁列车临时停靠、避让，以及日常线路养护维修施工登销记。由于丽水站和青田站两站区间约60公里，中间地形复杂，隧道较多，线路、隧道等基础设施设备维修任务繁重。因此，陈篆站主要用于组织相关的施工和维修作业，为动车顺利通行提供了保障。